# Camp de concentració dels Ametllers

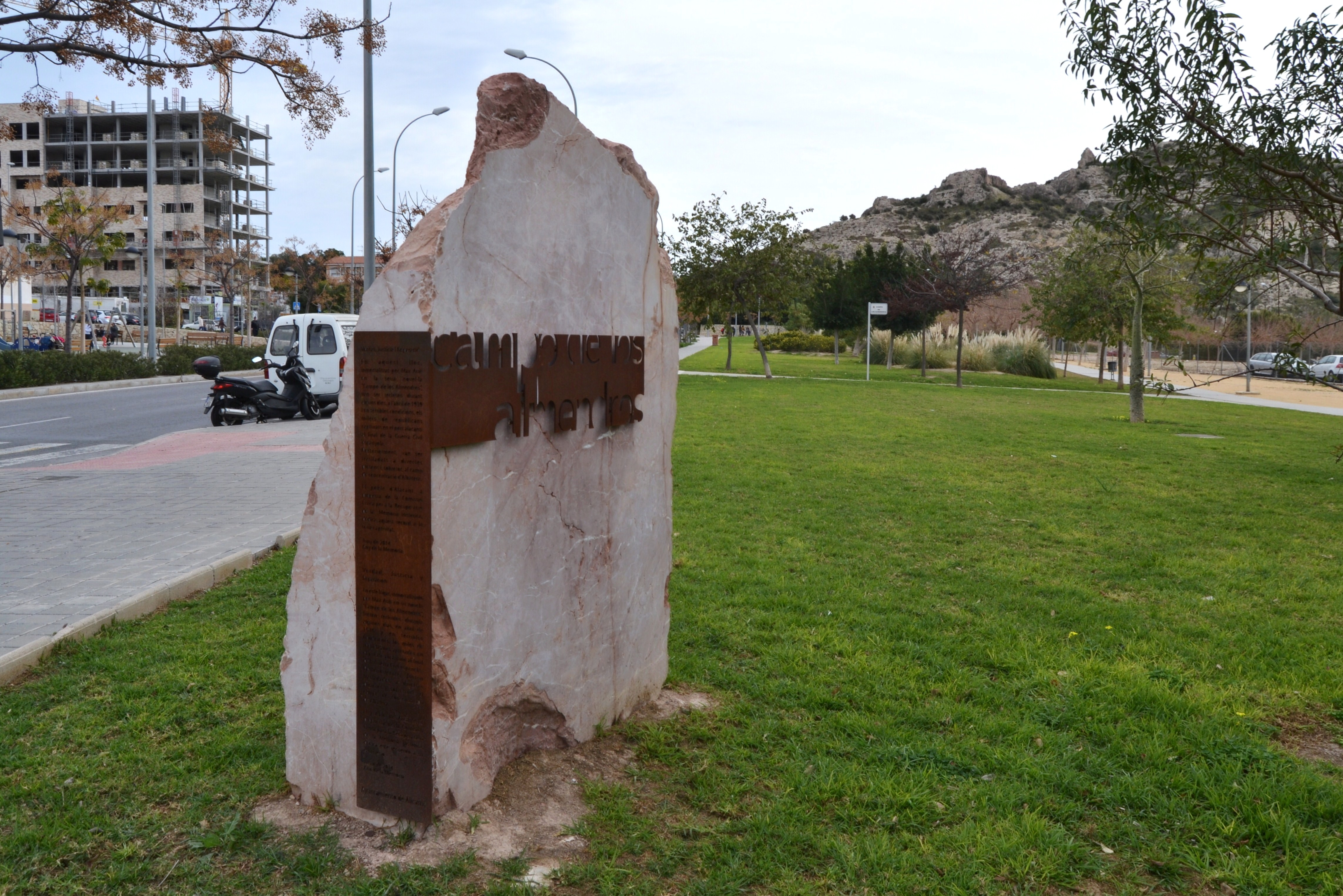
Monument del camp de concentració dels Ametllers.

El Camp de concentració dels Ametllers (també conegut com a Camp de detenció dels Ametllers o simplement Camp dels Ametllers) fou un camp de concentració per a militars i civils en finalitzar la Guerra Civil Espanyola, creat pel bàndol nacional amb l'ajuda dels feixistes italians, dos dies abans (30 de març de 1939) de l'últim comunicat de la guerra. Es trobava al terme municipal d'Alacant, a uns tres quilòmetres del centre urbà, a la zona de la Goteta, al barri de Vistahermosa de la Creu, en un lateral de la carretera de València.

## Història
El camp feia, aproximadament, 200 metres de llarg per 80 metres d'ample i va ser preparat per militars italians de la divisió Littorio amb filferro d'arç al voltant per retenir a militars republicans, la majoria d'ells refugiats al port d'Alacant, últim reducte de les tropes lleials a la Segona República. Va ser desmantellat definitivament pocs dies després, el 6 d'abril, atès que tenia un caràcter provisional. No obstant això, la majoria dels internats havien sortit del camp el 4 d'abril. La denominació d'els ametllers la van donar els detinguts en caracteritzar-se per ser un camp de conreu amb un nodrit cultiu d'ametllers.
El nombre de persones que van passar pel camp oscil·la entre 18.000 i 30.000, sent entre 18.500 i 19.000 la xifra més barallada pels historiadors. L'exèrcit franquista va fixar la xifra de militars portats al camp en 6.800. El camp no comptava amb cap servei, excepte una petita font agrícola que ja s'hi trobava amb anterioritat. El gruix dels internats al camp van ser militars republicans que s'havien refugiat al port d'Alacant amb l'esperança de marxar a l'exili en algun dels vaixells que dies abans s'havien anunciat. No obstant això, el bloqueig marítim va impedir l'arribada de cap buc, excepte el carguer britànic Stanbrook que va poder acollir un total de 3.028 homes, dones i nens, i va marxar a Orà. Per contra, van entrar en el port els vaixells de guerra dels revoltats Canarias i Vulcano, amb soldats del Cos de l'Exèrcit de Galícia.
A més, el camp també va acollir a un bon nombre de soldats que van combatre els italians prop de l'actual esplanada d'Alacant fins que no van tenir més remei que rendir-se el 31 de març, així com a civils que van ser sent detinguts a Alacant i les ciutats de la província durant del final de la contesa i els primers dies després de la guerra.
El dia 31 de març va començar l'arribada de presos, establint-se la custòdia del camp als militars italians recolzats per alguns soldats d'origen marroquí. Els presos arribaven al camp caminant des dels diferents punts de detenció i abans d'entrar al mateix eren desposseïts de totes les seues pertinences excepte la roba que portaren posada i no se'ls lliurava res. Abans d'arribar, algunes columnes de republicans presos van ser metrallats des dels vessants del castell de Santa Bàrbara, causant el pànic i morint molts d'ells entre la multitud. L'1 d'abril, dia de la fi de la guerra, van arribar al camp la majoria dels detinguts. Alguns membres de les tropes italianes, en veure l'escassetat d'aigua i l'absoluta falta d'aliments, (no es lliuraria cap durant la setmana que va estar obert), van fer arribar a través dels filats algunes racions alimentoses pròpies a alguns detinguts. No obstant això, les quantitats van ser ínfimes pels milers d'internats. Els ametllers ràpidament van ser despullats dels pocs fruits que quedaven de l'any anterior i, després, de les fulles i brots tendres que ja tenien, servint com a aliment als detinguts i quedant, en poc temps, els arbres nus. Al camp es van registrar diversos suïcidis amb algun arma que els detinguts havien aconseguit introduir. També van ser abatuts diversos presos en tractar d'escapolir-se. Durant totes les nits va haver-hi saques de presos a càrrec d'elements falangistes. El nombre de morts en el camp en els pocs dies que va estar operatiu no està determinades amb precisió, i les xifres oscil·len entre 600 la més baixa i 2.000 la més alta. Les condicions eren tan dures que els mateixos comandaments de la divisió Littorio i d'algunes forces del bàndol nacional van fer arribar a les casernes generals el 3 d'abril la terrible situació que s'hi vivia.
Els internats que van sobreviure van ser traslladats en la seva majoria al camp de concentració d'Albatera i uns altres a la plaça de bous d'Alacant, al castell de Santa Bàrbara, al Reformatori d'Adults i a la Presó Provincial, que es van convertir en centres de detenció més permanents.
Max Aub en la seua novel·la Campo de los Almendros, que va escriure segons li va poder explicar com a testimoniatge un amic seu i historiador que va estar internat allí, Manuel Tuñón de Lara, el va descriure així:
| « | Aquest és el lloc de la tragèdia: enfront del mar, sota el cel, a la terra. Aquest és el port d'Alacant, el 30 de març de 1939. Les tragèdies sempre succeeixen en un lloc determinat, en una data precisa, a una hora que no admet retard. | » |

## Memòria històrica
L'11 de juny de 2012 l'Ajuntament d'Alacant va inaugurar el parc que des d'eixe dia porta el nom de "Camp dels Ametlers", petició que va ser presentada per l'Associació Cultural Alicante Vivo en 2010. El 25 d'octubre de 2014 es va inaugurar el monument commemoratiu.